# Rain Song
Rain Song è il primo singolo estratto da Rainmaker, secondo album dei Fair Warning.

## Formazione
- Tommy Heart (voce)
- Andy Malecek (chitarra)
- Helge Engelke (chitarra)
- Ule Ritgen (basso)
- C.C.Behrens (batteria)

## Tracce
1. Rain Song
2. Don't Give Up
3. Rain Song (Raindance Mix)
4. Children's Eyes